# Trigonopyren nitidulus
Trigonopyren nitidulus är en måreväxtart som beskrevs av Cornelis Eliza Bertus Bremekamp. Trigonopyren nitidulus ingår i släktet Trigonopyren och familjen måreväxter. Inga underarter finns listade i Catalogue of Life.